# アリーヴァ・トレインズ・ウェールズ

ロゴマーク

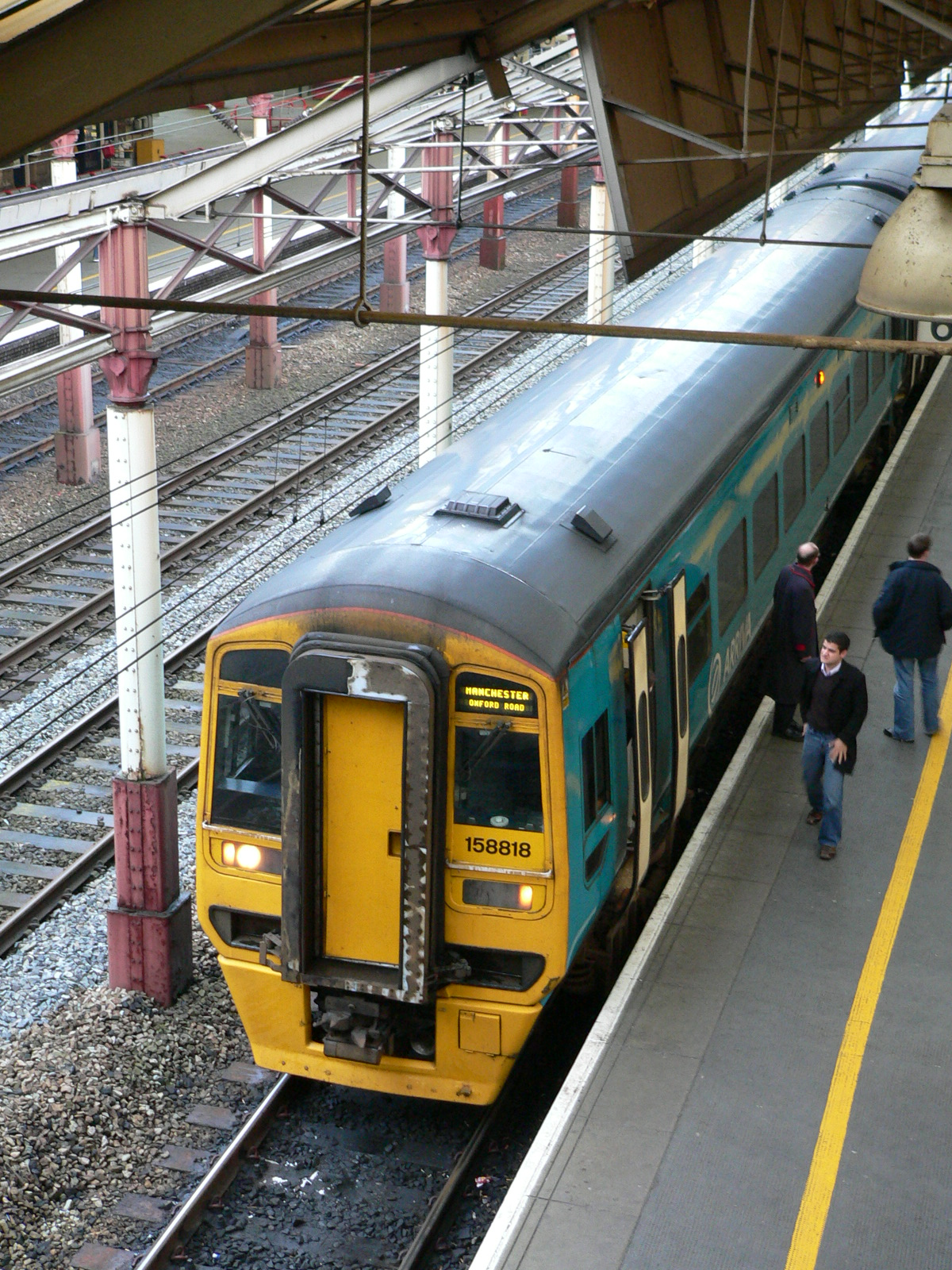
アリーヴァ・トレインズ・ウェールズの158形気動車

アリーヴァ・トレインズ・ウェールズ（英語:Arriva Trains Wales、ウェールズ語:Trenau Arriva Cymru）は、2003年から2018年まで営業を行っていたイギリス・ウェールズの列車運行会社。首都カーディフを中心にウェールズ全域とイングランドのチェスター・シュルーズベリーなどのウェールズ国境地帯に渡る路線網のほか、バーミンガム、マンチェスターへの路線を運営していた。
親会社はバス大手のアリーヴァ社。2003年12月まではナショナル・エクスプレス社のウェールズ・アンド・ボーダーズ・トレインズ(Wales and Borders Trains)がこの路線の営業を行っていた。
ウェールズ内の路線は全て非電化のため、運転されている列車は全て気動車である。
営業権の満了により2018年10月13日をもって運行は終了し、翌日以降はケオリス(Keolis)とアメイ(Amey)の合弁会社ケオリスアメイ・ウェールズがトランスポート・フォー・ウェールズのブランドで運行を引き継がれた。

## 主要な駅

### ウェールズの駅
- カーディフ・セントラル駅
- カーディフ・クイーン・ストリート駅
- ニューポート駅
- スウォンジ駅
- ブリジェンド駅
- カーマーゼン駅
- ミルフォード・ヘイヴン駅
- ホーリーヘッド駅
- スランドゥドノ・ジャンクション駅
- レクサム・ジェネラル駅

### イングランドの駅
- バーミンガム・ニューストリート駅
- チェスター駅
- クルー駅
- ヘレフォード駅
- シュルーズベリー駅
- ストックポート駅
- マンチェスター・ピカデリー駅
- マンチェスター・オックスフォード・ロード駅
- テルフォード・セントラル駅
- ワーリントン・バンク・キー駅
- ウェリントン駅 (シュロップシャー)
- ウルヴァーハンプトン駅

## 保有車両
| 形式                                 | 画像 | 車種             | 最高速度 | 最高速度 | 保有数 | 運用路線 | 製造年      |
| 形式                                 | 画像 | 車種             | mph      | km/h     | 保有数 | 運用路線 | 製造年      |
| ------------------------------------ | ---- | ---------------- | -------- | -------- | ------ | --- | ----------- |
| 57形                                 |      | ディーゼル機関車 | 95       | 152      | 4両    | ホーリーヘッド - カーディフ中央                                                                                      | 1997-2004年 |
| 121形 「バブル・カー」               |      | 気動車           | 70       | 112      | 1両    | カーディフ・ベイ線                                                                                                   | 1958-1960年 |
| 142形 「ペイサー」                   |      | 気動車           | 75       | 120      | 15編成 | ヴァリー・ラインズ スウォン線                                                                                        | 1985年      |
| 143形 「ペイサー」                   |      | 気動車           | 75       | 120      | 15編成 | ヴァリー・ラインズ スウォン線                                                                                        | 1985年      |
| 150形 「スプリンター」               |      | 気動車           | 75       | 120      | 33編成 | ヴァリー・ラインズ ボーダーランズ線 スウォン線 ペンブルック・ドック・サービス                                        | 1983-1985年 |
| 153形 「スーパー・スプリンター」     |      | 気動車           | 75       | 120      | 8両    | ハート・オブ・ウェールズ線 コンウィ・ヴァリー線 スウォン線 ボーダーランズ線                                          | 1987-1988年 |
| 158形 「エクスプレス・スプリンター」 |      | 気動車           | 90       | 145      | 24編成 | カンブリア線 スウォン線 カーディフ中央-チェルトナム・スパ 主に速達列車に充当                                         | 1989-1992年 |
| 175形 「コラディア」                 |      | 気動車           | 100      | 160      | 27編成 | ホーリーヘッド-カーディフ中央 マンチェスター・ピカデリー-Llandudno マンチェスター・ピカデリー-ミリフォード・ヘイヴン | 1999-2001年 |
| マーク2E・2F                         |      | 客車             | 100      | 160      | 22両   | 臨時列車用（イベント開催時等）                                                                                       | 1972-1975年 |